# República Centroafricana en los Juegos Olímpicos de México 1968
La República Centroafricana participó en los Juegos Olímpicos de México 1968 en México. El Comité Olímpico de la República Centroafricana envió a un atleta (hombre) a los Juegos en la Ciudad de México, para competir en una disciplina deportiva. Se trata de la primera participación de este país en los Juegos Olímpicos.

## Atletas
La siguiente tabla muestra el número de atletas en cada disciplina:
| Deporte   | Hombres | Mujeres | Total |
| --------- | ------- | ------- | ----- |
| Atletismo | 1       | 0       | 1     |
| Total     | 1       | 0       | 1     |

## Atletismo
- Gabriel M'Boa - 5 000 metros - tiempo: 15:24,6 - no avanzó[2]